# 内田英治 (気象学者)
内田 英治（うちだ えいじ、1926年10月1日 - 1993年10月11日）は、日本の気象学者。

## 略歴
東京市（現荒川区）出身。1949年東京大学理学部地球物理学科卒、1968年「雲核の物理的化学的研究」で東北大学理学博士。1951年気象研究所に入り、物理気象研究部第二研究室長、1971年下関地方気象台長、1973年札幌管区気象台技術部長、1974年気象庁長期予報課長、1976年予報課長、1978年気象研究所予報研究部長、1981年気象庁観測部参事官、1983年大阪管区気象台長、1984年気象庁予報部長、1985年気象庁長官。1987年退官。プロテスタント信徒。

## 著書
- 『気象の謎』大陸書房 1971
- 『天気予報の話』中公新書　1985
- 『コスモス いろいろな視点からの随想』東京堂出版 1987
- 『どこにいるのか』同信社 1988

### 監修・共著
- 『平凡社版気象の事典』浅井冨雄,河村武共監修 平凡社 1986
- 『気象学百年史 気象学の近代史を探究する』新田尚、高橋浩一郎共著 東京堂出版 気象学のプロムナード 1987

### 翻訳
- B.J.メイソン『雲と雨の物理 雲の中のしくみと降水の人工制御』大田正次共訳 総合図書 1968
- ジョン・ホートン『アインシュタイン以後の宇宙観と信仰』すぐ書房 1992

## 論文
- <内田英治